# Виборчий округ 6
Виборчий округ 6 — виборчий округ в Автономній Республіці Крим, який внаслідок окупації Кримського півострову Російською Федерацією в 2014 році, тимчасово не перебуває під контролем України і вибори в ньому не проводяться. В сучасному вигляді був утворений 28 квітня 2012 постановою ЦВК №82 (до цього моменту існувала інша система виборчих округів). Внаслідок подій 2014 року в цьому окрузі вибори були проведені лише один раз, а саме парламентські вибори 28 жовтня 2012. Станом на 2012 рік окружна виборча комісія цього округу розташовувалась в будівлі за адресою м. Феодосія, вул. Земська, 6.
До складу округу входять місто Феодосія, а також Кіровський район та частина Ленінського району (смт Леніне та все що на захід від нього). Виборчий округ 6 межує з округом 5 на сході, з округом 8 на заході та обмежений узбережжями затоки Сиваш на північному заході, Азовського моря на північному сході і Чорного моря на півдні. Виборчий округ №6 складається з виборчих дільниць під номерами 010215-010252, 010343, 010357, 010359, 010364, 010367-010369, 010375-010376, 010378, 010386-010394 та 010962-011011.

## Народні депутати від округу
| Ім'я                          | Фото | Партія          | Скликання | Дата набуття повноважень | Дата припинення повноважень |
| ----------------------------- | ---- | --------------- | --------- | ------------------------ | --------------------------- |
| Льовочкіна Юлія Володимирівна |      | Партія регіонів | 7-ме      | 12 грудня 2012           | 27 листопада 2014           |

## Результати виборів
Кандидати-мажоритарники:
- Льовочкіна Юлія Володимирівна (Партія регіонів)
- Жадов Юрій Дмитрович (Комуністична партія України)
- Чорний Петро Володимирович (Батьківщина)
- Кулак Костянтин Васильович (УДАР)
- Шувайников Сергій Іванович (Руська єдність)
- Самадінов Алмір Шевкетович (самовисування)
- Антілогов Віктор Миколайович (самовисування)
- Мокренюк Сергій Миколайович (Народна партія)
- Вербов Андрій Олександрович (Нова політика)
- Букін Денис Олександрович (Віче)
- Татарінов Юрій Анатолійович (Союз. Чорнобиль. Україна.)
- Гончаренко Андрій Андрійович (Українська партія «Зелена планета»)
- Банников Олександр Геннадійович (Партія зелених України)
- Купчишина Діна Леонідівна (Об'єднані ліві і селяни)
- Погребняк Ігор Анатолійович (Зелені)
- Харін Олександр Васильович (Українська морська партія)
- Ткачук Сергій Васильович (самовисування)
- Меньщиков Сергій Олександрович (Держава)